# メッセタワー
メッセタワー（独:Messeturm）は、ドイツのフランクフルト・アム・マインに建つ超高層ビル。ヨーロッパ最大級の見本市会場、フランクフルト・トレード・フェア（Frankfurt Trade Fair）に立地している。「メッセ」はドイツ語で「フェア」を意味する（「幕張メッセ」の「メッセ」も同じ意味である）。

## 概要
1988年7月に着工、1990年10月に竣工した。63階建てのオフィスビルで、高さは257m（842フィート）である。これは1997年にフランクフルト市内にコメルツ銀行タワーが建つまでヨーロッパで最も高い人工構造物であった。また、ドイツ国内でも2006年現在、コメルツ銀行に次いで2番目に高い超高層ビルである。頂上のピラミッド型のオブジェが特徴的で、その高さは36.3mである。
メッセタワーはアメリカ合衆国ジョージア州アトランタのバンク・オブ・アメリカなどを設計したヘルムート・ヤーン (Helmut Jahn) によって設計された。1,400m2の敷地に建つメッセタワーの総床面積は63,000m2で、そのうちオフィスが61,711m2を占める。
同ビルの建設にあたっては、基礎にコンクリートを注入する工程で90台ものミキサー車が78時間途切れることなくコンクリートを注入し、世界記録を樹立した。
建物には60308という郵便番号が割り当てられており、1棟で郵便番号1つを独占的に持っている建物はドイツではこのメッセタワーのみである。
投資会社ティシュマン・スペイヤー不動産（Tishman Speyer Properties）によって建設され、竣工後に所有権が鹿島建設に移された。2002年まで鹿島建設が所有権を持っていたが、その後は所有権が投資家のコミュニティであるユーロップ（Europ）に移った。
メッセタワーの34階には在フランクフルト日本国総領事館のオフィスがある。